# Sauce (departamento)
Sauce é um departamento da província de Corrientes. Possuía, em 2019, 9.374 habitantes.